# Brenton Rickard
Brenton Rickard, född 19 oktober 1983 i Brisbane, Queensland, Australien. Rickard är en bröstsimmare från Australien. Han presenterade sig på internationell nivå under 2006 vid simningarna vid Commonwealth Games. Han har tagit flera OS- och VM-medaljer. Liksom världsrekord.